# Cristiano Del Grosso
Cristiano Del Grosso (ur. 24 marca 1983 w Giulianovie) – włoski piłkarz grający na pozycji obrońcy. 
Był piłkarzem następujących klubów: Giulianova Calcio (2000–2005 i 2020–2021), Ascoli Calcio 1898 FC (2005–2006), Cagliari Calcio (2006–2008), AC Siena (2008–2013), Atalanta BC (2013–2017), SSC Bari (wypożyczenie, 2015–2016), SPAL (wypożyczenie, 2016–2017), Venezia FC (2017–2018), Delfino Pescara 1936 (2018–2020) i Casertana FC (2021).
Występował w reprezentacjach do lat 17 i 20.
Jego brat bliźniak Federico również był piłkarzem.